# Марш женщин (2017)
«Марш женщин» — масштабная акция протеста, прошедшая в Вашингтоне и других городах США 21 января 2017 года, на следующий день после инаугурации 45-го президента США Дональда Трампа. В ней приняли участие около 2 миллионов человек.

## Марш
Акция была посвящена защите прав женщин, прав ЛГБТ-сообщества, расового равноправия, свободы вероисповедания и прав трудящихся, а также вопросам, касающимся реформы иммиграционного режима и реформы здравоохранения. Поводом для «Марша женщин» послужили высказывания Дональда Трампа, нередко расценивающиеся как женоненавистнические, сексистские и оскорбительные.
9 ноября, на следующий день после объявления Дональда Трампа президентом США, в ответ на его президентскую кампанию и политические взгляды, и поражение женского кандидата в президенты Хиллари Клинтон, Тереза Шук из Гавайев создала событие в Facebook и пригласила друзей прийти на протестную акцию в Вашингтон. В Facebook был создан ряд подобных страниц, что быстро привело к тысячам подписчикам. Хармон, Пирсон и Батлер (создатели страниц) решили объединить их и создать «официальный Марш женщин в Вашингтоне».
Марши также состоялись в крупных американских городах — Лос-Анджелесе, Сан-Франциско, Чикаго, Бостоне, Сиэтле, Денвере, Далласе, Нэшвиле, Парк-Сити, Кливленде, Лас-Вегасе и других городах. Также марши прошли в городах 66 стран мира, в том числе в Торонто, Ванкувере, Кейптауне, Бангкоке, Буэнос-Айресе, Лондоне и Дублине, Париже, Амстердаме, Риме, Лиссабоне, Мадриде, Берлине, Стокгольме, Хельсинки, Осло, Тель-Авиве, Тбилиси, Найроби и других городах.
«Марш женщин» стал самым массовым протестом в истории Америки в первый день работы нового президента. В числе пришедших на марш женщин — певица Мадонна, известная своим неприятием политики Дональда Трампа. На марше она ругала матом нового президента, а также заявила, что хотела взорвать Белый дом. Также в марше приняли участие Кэти Перри, Холзи, Трой Сиван, Бо Бёрнэм, Скарлетт Йоханссон, Эми Шумер, Патрисия Аркетт и Майкл Мур. Негативно оценил марш Джесси Джеймс.